# Gira Languis
La Gira Languis fue una gira de conciertos realizada por la banda de Rock argentina Soda Stereo entre 1989 y 1990 como promoción de su EP del mismo nombre.

## Datos
Luego del éxito de su disco "Doble Vida", Soda lanzó el EP Languis y decidieron embarcar en una gira de 6 meses desde finales de septiembre de 1989 hasta marzo de 1990. Esta gira los llevó a lugares a los que no habían viajado hasta el momento, como Panamá, Guatemala y Costa Rica y parte de Estados Unidos (país que ya habían visitado en 1988, en la Gira Doble Vida).

## Lista de temas de la gira
La siguiente lista presenta las canciones que la banda tocó en el Estadio Chateau Carreras de la Ciudad de Córdoba el 16 de febrero de 1990 y no representa a todos los conciertos de la gira.
1. Juego de seducción
2. En la Ciudad de la Furia
3. Lo Que Sangra (La Cúpula)
4. Estoy Azulado
5. Pícnic en el 4°B
6. En el Borde
7. Final Caja Negra
8. Corazón Delator
9. El Ritmo de Tus Ojos
10. Día Común - Doble Vida
11. Danza Rota
12. El tiempo es dinero
13. El Rito
14. Signos
15. Cuando Pase el Temblor
16. Sobredosis de TV
17. Persiana Americana

Bis
1. Mundo de Quimeras
2. Terapia de amor intensiva
3. Prófugos

## Fechas de la gira
| Fecha                          | Ciudad                         | País                           | Lugar                                             |
| Norteamérica y América Central | Norteamérica y América Central | Norteamérica y América Central | Norteamérica y América Central                    |
| ------------------------------ | ------------------------------ | ------------------------------ | ------------------------------------------------- |
| 29 de septiembre de 1989       | Ciudad de México               | México                         | Auditorio Nacional                                |
| 30 de septiembre de 1989       | Ciudad de México               | México                         | Auditorio Nacional                                |
| 1 de octubre de 1989           | Ciudad de México               | México                         | Auditorio Nacional                                |
| 5 de octubre de 1989           | Pachuca                        | México                         | —                                                 |
| 6 de octubre de 1989           | Puebla de Zaragoza             | México                         | Polideportivo de la BUAP                          |
| 8 de octubre de 1989           | Veracruz                       | México                         | —                                                 |
| 13 de octubre de 1989          | Monterrey                      | México                         | Plaza de Toros Monumental Monterrey Lorenzo Garza |
| 14 de octubre de 1989          | San Luis Potosí                | México                         | —                                                 |
| 20 de octubre de 1989          | Morelia                        | México                         | Palacio del Arte                                  |
| 21 de octubre de 1989          | Guadalajara                    | México                         | Plaza de Toros Nuevo Progreso                     |
| 22 de octubre de 1989          | León                           | México                         | Domo de la Feria                                  |
| 27 de octubre de 1989          | Ciudad de México               | México                         | Universidad del Valle                             |
| 28 de octubre de 1989          | Ciudad de México               | México                         | Universidad del Valle                             |
| 2 de noviembre de 1989         | Culiacán                       | México                         | —                                                 |
| 3 de noviembre de 1989         | Durango                        | México                         | —                                                 |
| 4 de noviembre de 1989         | Ciudad de México               | México                         | Plaza Perinorte                                   |
| 5 de noviembre de 1989         | Aguascalientes                 | México                         | —                                                 |
| 9 de noviembre de 1989         | Hermosillo                     | México                         | —                                                 |
| 10 de noviembre de 1989        | Mexicali                       | México                         | Plaza de Toros Calafia                            |
| 11 de noviembre de 1989        | Tijuana                        | México                         | Auditorio de Tijuana                              |
| 16 de noviembre de 1989        | Ciudad de Panamá               | Panamá                         | Centro de Convenciones Atlapa                     |
| 17 de noviembre de 1989        | Ciudad Juárez                  | México                         | Gimnasio Universitario                            |
| 18 de noviembre de 1989        | Chihuahua                      | México                         | —                                                 |
| 20 de noviembre de 1989        | Ciudad de México               | México                         | Auditorio Nacional                                |
| 2 de diciembre de 1989         | San José                       | Costa Rica                     | Redondel de Bonanza                               |
| 4 de diciembre de 1989         | Ciudad de Guatemala            | Guatemala                      | plaza de toros                                    |
| 7 de diciembre de 1989         | Los Ángeles                    | Estados Unidos                 | Hollywood Palace                                  |
| 8 de diciembre de 1989         | Los Ángeles                    | Estados Unidos                 | Hollywood Palace                                  |
| Sudamérica y Norteamérica      |                                |                                |                                                   |
| 18 de diciembre de 1989        | Perico                         | Argentina                      | Estadio Club de Talleres de Perico                |
| 19 de diciembre de 1989        | San Miguel de Tucumán          | Argentina                      | Estadio Villa Luján                               |
| 20 de diciembre de 1989        | San Salvador de Jujuy          | Argentina                      | Estadio Federación                                |
| 21 de diciembre de 1989        | Salta                          | Argentina                      | Estadio Ciudad de Salta                           |
| 22 de diciembre de 1989        | La Banda                       | Argentina                      | Estadio Vicente Rosales                           |
| 18 de enero de 1990            | San Juan                       | Argentina                      | Estadio de San Juan                               |
| 19 de enero de 1990            | Mar del Plata                  | Argentina                      | Superdomo                                         |
| 23 de enero de 1990            | Buenos Aires                   | Argentina                      | Estadio Vélez Sarsfield                           |
| 1 de febrero de 1990           | Mar del Plata                  | Argentina                      | Superdomo                                         |
| 8 de febrero de 1990           | Rosario                        | Argentina                      | Estadio Gigante de Arroyito                       |
| 16 de febrero de 1990          | Córdoba                        | Argentina                      | Estadio Chateau Carreras                          |
| 21 de febrero de 1990          | Monterrey                      | México                         | —                                                 |
| 22 de febrero de 1990          | Guadalajara                    | México                         | —                                                 |
| 1 de marzo de 1990             | Mexicali                       | México                         | Plaza de Toros Calafia                            |
| 2 de marzo de 1990             | Tijuana                        | México                         | Auditorio Fausto Gutiérrez Moreno                 |
| 16 de marzo de 1990            | Caracas                        | Venezuela                      | Poliedro de Caracas                               |
| 17 de marzo de 1990            | Caracas                        | Venezuela                      | Poliedro de Caracas                               |
| 19 de marzo de 1990            | Valencia                       | Venezuela                      | Club Sirio                                        |
| 23 de marzo de 1990            | Mendoza                        | Argentina                      | Estadio Andes Talleres                            |

## Músicos

#### Soda Stereo
- Gustavo Cerati: Voz, guitarra
- Zeta Bosio: Voz, bajo
- Charly Alberti: Batería, percusión

#### Músicos adicionales
- Tweety González: Teclados, guitarra acústica

- Andrea Álvarez: Coros, percusión

- Gonzalo Palacios: Saxo

- Datos: Q21002905